# Mankachar
Mankachar é uma vila no distrito de Dhubri, no estado indiano de Assam.

## Demografia
Segundo o censo de 2001, Mankachar tinha uma população de 28 771 habitantes. Os indivíduos do sexo masculino constituem 51% da população e os do sexo feminino 49%. Mankachar tem uma taxa de literacia de 53%, inferior à média nacional de 59,5%: a literacia no sexo masculino é de 58% e no sexo feminino é de 47%. Em Mankachar, 19% da população está abaixo dos 6 anos de idade.